# إقليم بني ملال
32°20′22″N 6°21′39″W / 32.33944°N 6.36083°W

إقليم بني ملال هو أحد الأقاليم المغربية، ينتمي لجهة بني ملال خنيفرة ويقع وسط البلاد في جبال الأطلس المتوسط، شمالي شرق مدينة مراكش. يبلغ عدد سكان الإقليم يضم 580،327 نسمة حسب إحصاء سنة 2024

## التقسيم الإداري
ينقسم إقليم بني ملال إلى 5 مراكز حضرية و31 جماعات قروية:

### مراكز حضرية
- بني ملال
- القصيبة
- قصبة تادلة
- زاوية الشيخ

### جماعات قروية
| - أيت علي - اغبالة - آيت أم البخث - الخالفية - بني شكدال - بني وكيل - بوتفردة - برادية - دار اولاد زيدوح - دير القصيبة - فم العنصر - فم اودي | - ڭطاية - أحد بوموسى - اهل مربع - كريفات - ناوور - أولاد بورحمون - أولاد ڭناو - أولاد امبارك - أولاد ناصر - أولاد سعيد الواد | - أولاد ايعيش - أولاد يوسف - أولاد زمام - سمڭت - سيدي عيسى بن علي - سيدي حمادي - سيدي جابر - تاڭزيرت - تانوغة - تيزي نيسلي |